# 押川文子
押川 文子（おしかわ ふみこ、1950年 - ）は、広島県出身の歴史学者。専門はインド近代社会史。京都大学名誉教授。元日本南アジア学会理事長。

## 人物・経歴
1976年ジャワハルラール・ネルー大学大学院修了、M.A.（歴史学）。1977年お茶の水女子大学大学院修了、文学修士、アジア経済研究所入所。1995年国立民族学博物館地域研究企画交流センター助教授。1999年国立民族学博物館地域研究企画交流センター教授。2002年国立民族学博物館地域研究企画交流センター長。2006年京都大学地域研究統合情報センター教授。2012年日本南アジア学会理事長。2015年京都大学名誉教授。専門はインド近代社会史。

## 編著
- 『インドの社会経済発展とカースト』アジア経済研究所 1990年
- 『インド農村の社会政治変容と開発』アジア経済研究所 1992年
- 『フィールドからの現状報告』明石書店 1995年
- 『南アジアの社会変容と女性』アジア経済研究所 1997年
- 『暮らしの変化と社会変動』（宇佐美好文と共編）日本経済評論社 2015年

## 翻訳
- 『ヒンドゥー社会と女性解放 : ヤムナーの旅・高位カーストのヒンドゥー婦人』（小谷汪之と共訳）明石書店 1996年

## 監修
- 『教育からみる南アジア社会 : 交錯する機会と苦悩』玉川大学出版部 2022年